# Dème d'Édessa
Le dème d'Édessa, en grec moderne : Δήμος Έδεσσας / Dímos Édessas, est un dème du district régional de Pella, en Macédoine-Centrale, Grèce. 
Le dème actuel résulte de la fusion, en 2010,  des dèmes d'Édessa et de celui de Vegorítida.
Selon le recensement de 2011, la population du dème compte 28 814 habitants, tandis que celle de la ville d'Édessa s'élève à 18 229 habitants.